# Йозеф Копта
Йозеф Копта, чеськ. Josef Kopta (нар. 16 червня 1894, Лібоховіце, нині Чехія — пом. 3 квітня 1963, Прага) — чеський письменник, журналіст, перекладач.

## Життєпис
Від 1915 — в Чехословацькому легіоні, з яким 2 липня 1917 року взяв участь у битві з австро-угорською армією поблизу міста Зборів на Тернопільщині.
1920 повернувся на батьківщину, займався літературною і журналістською творчістю.
Помер у Празі, похований на празькому цвинтарі «Шарка» (чеськ. Šárka).

## Творчість
Автор поетичних, прозових і драматичних творів.
Тематиці Чехословацького легіону присвятив автобіографічну трилогію «Третя рота» (1924), «Третя рота на магістралі» (1927) та «Третя рота вдома» (1934), в якій, зокрема, відтворено участь чеських і словацьких вояків у битві біля Зборова.